# کنوپی گروث
کنوپی گروث (انگلیسی: Canopy Growth) شرکت ماری‌جوآنای کانادایی است، که در سال ۲۰۱۳ توسط بروس لینتون تأسیس شد.